# Kleiner Kaukasus
Der Kleine Kaukasus (auch Anti-Kaukasus, georgisch მცირე კავკასიონი mcire k'avk'asioni; armenisch Փոքր Կովկաս P’ok’r Kovkas; aserbaidschanisch Kiçik Qafqaz Dağları) ist ein etwa 600 km langes, von Westnordwest nach Ostsüdost verlaufendes Gebirge in Asien zwischen Schwarzem und Kaspischem Meer, das bis zu 3724 m aufragt. Er ist mit all seinen Bergketten bis zu 120 km breit und liegt auf den Territorien von Georgien, Armenien und Aserbaidschan.
Der Kleine Kaukasus ist kein eigenständiges Gebirge, sondern ein Abschnitt der nordanatolisch-nordiranischen Kettengebirge mit Deckenbau und jungen Vulkanen. Die Bergketten des Kleinen Kaukasus umschließen das Armenische Hochland nach Norden und nach Osten. Die Kura entspringt im Armenischen Hochland und durchbricht den zentralen Abschnitt des Kleinen Kaukasus in nördlicher Richtung. Nach Norden hin fällt der Kleine Kaukasus im Westen zur Kolchischen Tiefebene, im mittleren Abschnitt zum Kura-Tal und im Osten zur Transkaukasischen Senke ab. Im Westen grenzt der Kleine Kaukasus an das Pontische Gebirge. Jenseits des Flusstals des Aras bildet das Gebirgssystem des Elbursgebirges die südöstliche Fortsetzung. Über den Gebirgskamm des Suramigebirges ist der Kleine Kaukasus mit dem im Norden parallel verlaufenden Großen Kaukasus verbunden.
Der höchste Berg ist der Gamış dağı im Gebirgszug Murovdağ in Aserbaidschan (3724 m).

## Teilgebirge
Im Folgenden sind die wichtigsten Bergketten des Kleinen Kaukasus von West nach Ost aufgelistet:
- Meschetisches Gebirge (Adscharo-Imeretisches Gebirge)
- Trialeti-Gebirge
- Somcheti-Gebirge
- Bazum-Gebirge
- Murgusgebirge
- Sewangebirge
- Murovdağ
- Karabachgebirge